# Windehausen
Windehausen era un comune di 531 abitanti della Turingia, in Germania fino al 30 novembre 2010. Dal 1º dicembre dello stesso anno esso è stato incorporato come frazione, insieme ai comuni di Auleben, Hamma e Uthleben, nella città di Heringen/Helme, che appartiene al circondario (Landkreis) di Nordhausen (targa NDH) ed è parte della comunità amministrativa (Verwaltungsgemeinschaft) di Goldene Aue.